# Jacques Cattin
Pour les articles homonymes, voir Cattin.
Jacques Cattin, né le 4 juin 1958 à Colmar (Haut-Rhin), est un viticulteur et un homme politique français. Membre du parti Les Républicains, il est député de la deuxième circonscription du Haut-Rhin de 2017 à 2022 et maire de Vœgtlinshoffen de 1995 à 2017.

## Biographie
Le 18 juin 2017, il est élu député de la 2e circonscription du Haut-Rhin (Kaysersberg), avec 51,39 % des voix face à Hubert Ott (LREM).
Il parraine Laurent Wauquiez pour le congrès des Républicains de 2017, scrutin lors duquel ce dernier est élu président du parti.
Durant son mandat de député de 2017 à 2022, il est co-Président du groupe d'étude "Vignes, Vin et Œnologie" de l'Assemblée nationale. À ce titre et à celui de viticulteur codirigeant du groupe Cattin, il est interrogé par les équipes de Cash Investigation dans le reportage "Alcool : les stratégies pour nous faire boire" diffusé le 1er avril 2021. Il réaffirme à cette occasion être opposé à une hausse de la taxation du vin et se présente comme « le porte parole de la filière [viticole] ». Les journalistes de l'émission questionnent donc ces liens directs entre vote dans le cadre de son mandat de député et activité professionnelle.
En mai 2021, en marge d’une manifestation en défense des langues régionales, le député a une altercation avec Christian Zimmermann, tête de liste RN pour l’Alsace. En novembre 2023, le tribunal correctionnel de Colmar le condamne pour « violences à l'encontre d'une personne chargée d'une mission de service public »  à une peine de 6 000 euros d'amende dont 3 000 avec sursis et « 800 euros de préjudice moral » dans cette affaire.